# Bréville-les-Monts
Bréville-les-Monts település Franciaországban, Calvados megyében. Lakosainak száma 651 fő (2022. január 1.). Bréville-les-Monts Amfreville, Bavent, Escoville, Gonneville-en-Auge, Hérouvillette, Merville-Franceville-Plage és Ranville községekkel határos.

## Népesség
A település népességének változása:
| Lakosok száma | 387  | 529  | 515  | 677  | 651  | 645  | 655  | 660  | 659  | 651  |
|               | 1968 | 1982 | 1990 | 2006 | 2013 | 2015 | 2017 | 2019 | 2020 | 2022 |